# 桂あさ吉
桂 あさ吉（かつら あさきち、1970年6月21日 - ）は大阪府大阪市港区出身の落語家。本名∶藤原 勇。
所属事務所は米朝事務所。上方落語協会会員。
阪南大学卒業後、1993年5月に桂吉朝に入門、一番弟子となる。吉朝の弟子になったのは元々米朝の弟子になりたいと手紙を送ったが返信で断られたので、米朝の家を調べて会いに行き落語界入りするための渡りを作りそこで米朝から吉朝を紹介されたため。同年6月、「岡町落語ランド」にて初舞台。
古典落語の他、創作落語、英語落語も手がけ、桂かい枝らとともに、アメリカ、オーストラリア、シンガポールなどでの海外公演多数。笛、三味線、日本舞踊を得意とする。　

## 受賞歴
- 1999年 「NHK新人演芸大賞」最優秀賞

## DVD
- 「英語落語 RAKUGO IN ENGLISH」 （「『時うどん／Time-Noodles』桂あさ吉、『花嫁修業／Bridal Training』大島希巳江、『禁酒番屋／The Prohibition』林家いっ平」、2005年8月10日、ビクターエンタテインメント）